# Klima
Pour les articles homonymes, voir Klima (homonymie).
Klima, pseudonyme d'Angèle David-Guillou, est une chanteuse française s'exprimant en français et en anglais.

## Biographie
Elle est française et vit à Londres.
Klima fait partie du groupe Ginger Ale et a collaboré avec Piano Magic.

Elle sort son premier album solo, éponyme, en avril 2007.

## Discographie
- 2007 : Klima
- 2010 : Serenades & Serinettes
- 2013 : Kourouma[4]